# Laurel und Hardy: Glückliche Kindheit
Glückliche Kindheit, im Original Brats (Bälger), ist eine US-amerikanische Kurzfilmkomödie mit Stan Laurel und Oliver Hardy.
Laurel und Hardy spielen hier in Doppelrollen Väter und ihre eigenen Kinder.
Der Film wurde neben der englischen Originalfassung simultan in deutscher, französischer und spanischer Fassung gedreht.
Alternative deutsche Titel waren Knirpse und Das Kind in der Wanne (TV).
Erstaufführungstag war der 22. März 1930.

## Handlung
Da ihre jeweiligen Ehepartner ausgegangen sind, spielen Stan und Olli Babysitter für ihre jeweiligen Söhne, die ihnen wie aus dem Gesicht geschnitten ähneln. Während die Väter im Untergeschoss gepflegte Abendunterhaltung versuchen, u. a. durch Billardspielen, treiben die Söhne im Obergeschoss Unfug.
Der Film ist im Wesentlichen eine Aneinanderreihung von Gags, ohne echten Handlungsfaden.

## Hintergründe
- Brats war eine Variation des Films Playmates, den Oliver Hardy 1918 mit Billy West gedreht hatte.
- Brats war der einzige Laurel und Hardy Film, in dem sie als Väter agierten. Neben Early to Bed war der Film auch der einzige, der ohne Nebendarsteller auskam.
- Die Verkleinerung von Laurel und Hardy zu Kindern erfolgte durch überdimensionierte Bauten im Studio.
- Bei der Kaminszene fällt ein Fotoportrait von Jean Harlow auf, das auf dem Kaminsims steht.
- Beim Abdrehen der fremdsprachigen, hier der deutschen Fassungen wurden große Schrifttafeln benutzt, auf denen die deutschen Texte in phonetischer Lautschrift niedergeschrieben waren.
- Brats war einer von insgesamt sechs Kurzfilmen des Duos, die in deutscher Simultanfassung abgedreht wurden.

## Deutsche Fassungen
- Die erste deutsche Fassung wurde unter dem Titel Dick und Doof im Kinderland veröffentlicht und entstand bei der Cinelux in Berlin, die Dialoge schrieb Horst Sommer. Stan Laurel wurde von Horst Gentzen gesprochen und Oliver Hardy von Bruno W. Pantel.[1]
- Eine weitere Synchronfassung entstand 1961 bei der Beta-Technik unter dem Titel Dick und Doof und ihre Söhne. Das Buch schrieb Wolfgang Schick, Regie führte Manfred R. Köhler und die Musik steuerte Conny Schumann bei. Walter Bluhm sprach nun Stan und Arno Paulsen übernahm Ollie. Die Fassung erschien Mitte der 1990er Jahre auf VHS.[1]
- Die dritte deutsche Version der Berliner Synchron erschien unter dem Titel Vaterfreuden. Stan und Ollie wurden wieder von Bluhm und Paulsen gesprochen. Werner Schwier schrieb die Dialoge. Diese Fassung erschien auf DVD.[1]
- Unter dem Titel Glückliche Kindheit wurde von Stan Laurel und Oliver Hardy auch eine deutsche Fassung des Films aufgenommen.[1]

## Kritiken
- Die Darstellung sublimierter Infantilismen gelingt in Brats deshalb so überzeugend, weil die kindlichen Charakteristika von Laurel & Hardy hier vollends und ohne jede Camouflage ausgespielt werden können. Natürlich sind Klein-Olli und Klein-Stan genauso ungeschickt wie ihre Väter, nur eben mit dem Unterschied, dass wir ihnen ihre Fehlleistungen eher nachsehen (Dick)

## Wirkungsgeschichte
In Brats tauchte erstmals das Lied Dance of the Cuckoos auf. Es war von Marvin Hatley geschrieben worden und wurde zu der Erkennungsmelodie für Laurel und Hardy.

## Klub zum Film
In Deutschland wurde 1997, passend zum Film, ein Klub gegründet mit dem Titel "Glückliche Kindheit-Tent", Oase 208. Das Tent (Klub) sitzt in Kaiserslautern (Rheinland-Pfalz), gegründet von den Gründungsmitgliedern: Mathias Günther, Sieglinde Aberle, Christian Aberle, Peter Aberle, Ute Mehren, Michael Mehren sowie Rainer Dick.